# Futuro Ex-Porta
Futuro Ex-Porta foi o um reality show produzido pelo Porta dos Fundos, com o objetivo de descobrir um novo humorista para integrar seu elenco. Ao longo do programa, os candidatos foram submetidos a uma série de provas que envolviam a recriação de cenas clássicas, esquetes inéditas e cenas improvisadas. A vencedora da competição foi Macla Tenório.
A produção fez parte da série de lançamentos promovidos pelo YouTube Originals em 2021, compreendendo oito episódios exibidos semanalmente no canal de YouTube do grupo humorístico. As transmissões ocorreram aos sábados, entre outubro e dezembro do mesmo ano, como parte das celebrações do décimo aniversário do canal, celebrado em 2022. O projeto teve patrocínio do Magazine Luiza.
O nome do programa originou-se de uma piada interna do grupo, fazendo alusão ao fato de alguns atores terem alcançado destaque no elenco do Porta dos Fundos para, posteriormente, seguir carreiras como protagonistas de novelas na Globo ou apresentadores de programas no Multishow. Em março de 2020, como parte da estratégia de promoção do reality, o Porta dos Fundos lançou um esquete intitulado Futuro Ex-Porta, retratando esse estigma do grupo.

## Inscrições e seleção
As inscrições para o reality ocorreram online, entre março e abril de 2020. Os candidatos foram submetidos a cumprir as cláusulas presentes em um formulário disponibilizado no site do programa, no qual era solicitado o envio de informações pessoais e de um vídeo de até dois minutos, no qual o candidato deveria interpretar um roteiro disponibilizado pela produção do programa. Em meados de março, com o início das restrições impostas pela pandemia de COVID-19, o grupo estendeu o prazo de inscrição até o final de abril e orientou que os vídeos deveriam ser gravados dentro de casa, seguindo as medidas recomendadas pela OMS.
Dentre as mais de sete mil inscrições recebidas, foram selecionados dez candidatos para disputarem a vaga no elenco. Além da qualidade do material recebido, também buscou-se valorizar diferentes centros culturais fora do eixo Rio-São Paulo para suprir a falta de representatividade cultural do grupo, algo que já era pauta de discussão entre os próprios integrantes do Porta dos Fundos. Dentre os inscritos, uma participante indígena chegou a mencionar em seu vídeo de inscrição que deveria ser escolhida para que o grupo não fizesse esquetes nos quais algum branco faria apropriação cultural de sua comunidade.
O primeiro episódio do reality, exibido em 30 de outubro de 2021, apresentou parte do processo seletivo com a presença do elenco do Porta dos Fundos.

## Gravação
O projeto, originalmente planejado para 2020, contemplaria uma série de filmagens externas em diversas locações. No entanto, devido à pandemia, foi necessário reformular o cronograma, sendo adiado para o ano seguinte. Todas as filmagens do programa foram realizadas em um único ambiente denominado "Fantástica Fábrica do Porta", no Rio de Janeiro, durante os meses de junho e julho de 2021, seguindo rigorosamente todos os protocolos de segurança relacionados à COVID-19.
Antes do início das gravações, como medida de segurança, todos os participantes selecionados foram submetidos a um período de 12 dias de quarentena em quartos de hotel, sem qualquer contato com o mundo externo, inclusive entre eles.

## Participantes
| Participante                                         | Resultado                                            | Ref.          |
| ---------------------------------------------------- | ---------------------------------------------------- | ------------- |
| Macla Tenório 25 anos, Maceió - AL                   | Vencedora em 11 de dezembro de 2021                  | [ 19 ] [ 20 ] |
| Julia Guerra 30 anos, Rio de Janeiro - RJ            | Finalista em 11 de dezembro de 2021                  | [ 19 ]        |
| Bruna Trindade 28 anos, Rio de Janeiro - RJ          | Finalista em 11 de dezembro de 2021                  | [ 19 ]        |
| Rafael Pimenta 35 anos, Porto Alegre - RS            | 8º eliminado em 4 de dezembro de 2021                | [ 21 ]        |
| Repescagem: Bruna Trindade em 27 de novembro de 2021 | Repescagem: Bruna Trindade em 27 de novembro de 2021 | [ 22 ]        |
| Rodrigo Naice 31 anos, Manaus - AM                   | 7º eliminado em 27 de novembro de 2021               | [ 23 ]        |
| Bruna Trindade 28 anos, Rio de Janeiro - RJ          | 6ª eliminada em 20 de novembro de 2021               | [ 24 ]        |
| Priscila Castello Branco 31 anos, São Paulo - SP     | 5ª eliminada em 20 de novembro de 2021               | [ 25 ]        |
| Dan Biurrum 29 anos, Porto Alegre - RS               | 4º eliminado em 13 de novembro de 2021               | [ 26 ]        |
| Luiz Titoin 30 anos, Goiânia - GO                    | 3º eliminado em 13 de novembro de 2021               | [ 26 ]        |
| Pedro Truszko 32 anos, São Bernardo do Campo -SP     | 2º eliminado em 6 de novembro de 2021                | [ 27 ]        |
| Catharina Conte 30 anos, Porto Alegre - RS           | 1ª eliminada em 6 de novembro de 2021                | [ 27 ]        |

## Jurados
O corpo de jurados fixo do reality show foi composto por Fabio Porchat, Antonio Tabet, Gregório Duvivier e João Vicente de Castro, que são quatro dos fundadores do Porta dos Fundos. Em alguns episódios, contou também com a participação de membros e ex-membros do grupo, os quais, além de atuarem como jurados convidados, também auxiliaram os participantes durante o processo criativo antes da execução das provas eliminatórias.
“A eliminação era a parte mais difícil, mas um dilema surgiu: ‘se leva em conta a personalidade?’. Na primeira fase que eram só vídeos, a gente não levava em conta porque a gente nem tinha acesso à personalidade. Depois, é claro que a gente é contaminado pelo carisma da pessoa. Na verdade, a personalidade do comediante tem muito a ver com o trabalho dele, as coisas se misturam, não dá pra não levar em conta o astral da pessoa”."
— Gregório Duvivier em entrevista ao Catraca Livre em 29 de outubro de 2021
“A gente teve a ideia de eliminar a pessoa sempre de uma forma divertida. Na primeira eliminação, [fiz algo] alá Pedro Bial, falando ‘lé com cré’ do BBB e a gente estava meio rindo com isso. Quando eu eliminei, a pessoa chorou, e a gente percebeu que não podia brincar com isso”."
— Fabio Porchat em entrevista ao Catraca Livre em 29 de outubro de 2021.

## Episódios
| # | Título                                                         | Exibição original      | Duração |
| --- | -------------------------------------------------------------- | ---------------------- | ------- |
| 1 | "Quando você escolhe o Futuro Ex com seus atuais"              | 30 de outubro de 2021  | 19:56   |
| O primeiro episódio da série apresenta o elenco atual do Porta dos Fundos reunido para assistir e analisar uma série de vídeos enviados pelos candidatos à vaga de Futuro Ex-Porta. Após a seleção dos dez participantes para o reality, a produção e parte do elenco do Porta dos Fundos entram em contato com os escolhidos por meio de uma chamada de vídeo para anunciar que foram selecionados para o programa. |                                                                |                        |         |
| 2 | "O que eu quero, Judite?"                                      | 30 de outubro de 2021  | 25:02   |
| Nesse episódio, já dentro do set de filmagens do programa, os dez participantes, em pequenos grupos, são apresentados a personagens interpretados por atores do Porta dos Fundos e, em seguida, são levados ao camarim onde têm a oportunidade de se conhecer pessoalmente. Posteriormente, o grupo é chamado ao estúdio principal, onde conhecem o corpo de jurados fixo do programa e enfrentam sua primeira prova. A prova consiste na recriação de dois esquetes interpretados originalmente pelos membros do Porta dos Fundos: "Sobre a Mesa", originalmente interpretada por Antonio Tabet e Julia Rabelo, e "Judite - Estaremos Fazendo o Cancelamento", originalmente interpretada por Fabio Porchat. Através de um sorteio, Dan, Julia, Macla, Bruna e Catharina são designados para recriar a cena de "Sobre a Mesa", contracenando com Antonio Tabet, enquanto Rodrigo Naice, Pimenta, Priscila, Pedro e Luiz interpretam "Judite - Estaremos Fazendo o Cancelamento". Ao final das apresentações, o corpo de jurados anuncia que a prova não era eliminatória e que, semanalmente, o melhor entre as provas receberia uma vantagem para o episódio seguinte. Concedeu a vantagem: avó de Fabio Porchat Recebeu a vantagem: Julia Guerra |                                                                |                        |         |
| 3 | "O Carrinho do meu Projac"                                     | 6 de novembro de 2021  | 29:58   |
| Nesse episódio, os participantes são sorteados em duplas para a prova que propõe a criação de um esquete com o tema de consultório médico, com duração máxima de dois minutos. Como referência, são disponibilizados roteiros rejeitados e descartados pela equipe do Porta dos Fundos. Com a vantagem obtida na semana anterior, Julia Guerra ganha o direito de escolher sua dupla e opta por Priscila. As demais duplas são definidas através de sorteio. Na prova, cada dupla conta com a mentoria de um membro do elenco do programa: Bruna e Naice são mentorados por João Vicente, Catharina e Dan por Gregório, Julia e Priscila por Júlia Rabello, Pedro e Pimenta por Fabio Porchat, e Luiz e Macla por Antonio Tabet. Após as apresentações das duplas, os jurados se reúnem para escolher os participantes eliminados. Jurado convidado: Júlia Rabello Concedeu a vantagem: Fani Pacheco Recebeu a vantagem: Rodrigo Naice Eliminados: Catharina Conte e Pedro Truszko |                                                                |                        |         |
| 4 | "Desculpa, gente. Me deu branco total!"                        | 13 de novembro de 2021 | 23:18   |
| Nesse episódio, os participantes são novamente divididos em duplas e submetidos à prova "Qual seu Demônio? Qual é o seu Pastor?", realizada em um cenário de igreja evangélica. Eles têm que seguir um dos dois roteiros disponibilizados pela produção para encenar um esquete, no qual um assume o papel de pastor e o outro, de pessoa possuída pelo demônio. Rodrigo Naice, que conquistou a vantagem na semana anterior, tem o direito de escolher quais roteiros cada dupla seguirá. Ele escolhe o roteiro "Me Tira Daqui" para ele e Dan, assim como para a dupla Bruna e Pimenta, enquanto destina o roteiro "Verdades Demoníacas" para as duplas formadas por Macla e Julia, e por Luiz e Priscila. Para auxiliar todas as duplas nessa prova, o convidado Rafael Infante atua também como jurado especial. Após as apresentações diante dos jurados, os participantes são surpreendidos com a notícia de que devem reencenar suas performances, porém com os papéis invertidos. Ao final das apresentações, os jurados se reúnem para escolher os participantes eliminados. Jurado convidado: Rafael Infante Concedeu a vantagem: Inri Cristo Recebeu a vantagem: Macla Tenório Eliminados: Luiz Titoin e Dan Biurrum                     |                                                                |                        |         |
| 5 | "A mudança que Caçapava precisa"                               | 20 de novembro de 2021 | 28:59   |
| Nesse episódio, a prova consiste em encenar um debate político, onde os participantes têm cinco minutos para criar, em grupo, o estereótipo de seus candidatos. Durante o processo criativo individual, eles são auxiliados por Fabio Porchat e também por Karina Ramil, jurada convidada para essa etapa, que atua como mediadora do debate. Antes do debate inicial, são apresentadas as propagandas eleitorais de cada participante, onde expõem suas propostas de campanha. Macla, beneficiada pelo recurso da vantagem no episódio anterior, tem o privilégio de escolher a ordem das perguntas e respostas durante o debate. Dentre os temas abordados no debate, estão educação, saúde, relações internacionais, economia e meio ambiente. Após a prova, os jurados se reúnem para escolher os participantes eliminados da semana. Jurado convidado: Karina Ramil Concedeu a vantagem: Jean Wyllys Recebeu a vantagem: Rafael Pimenta Eliminadas: Priscila Castello Branco e Bruna Trindade |                                                                |                        |         |
| 6 | "Eu voltei e agora é pra ganhar (valeu a pena ralar o queixo)" | 27 de novembro de 2021 | 27:41   |
| No início desse episódio, o apresentador Fabio Porchat anuncia que realizará uma prova de repescagem com todos os participantes já eliminados do programa, dando a apenas um deles a chance de voltar à competição. A prova é inspirada no esquete "Fundo Verde", lançado pelo Porta dos Fundos em 2013, no qual Gregório Duvivier, vestido de cromaqui, obedece às ordens de Fabio Porchat. Com cinco candidatos, eles são submetidos a provas de improviso que envolvem interação com objetos, encenação em grupo e respostas rápidas. Com o benefício da vantagem obtida na semana anterior, Pimenta ganha o direito de escolher um jurado para não participar do processo de eliminação e escolhe Fabio Porchat. Os demais jurados se reúnem para escolher o eliminado da semana. Venceu a repescagem: Bruna Trindade Concedeu a vantagem: Supla Recebeu a vantagem: Rafael Pimenta Eliminado: Rodrigo Naice |                                                                |                        |         |
| 7 | "Não confundam Cachambi com Caxambu"                           | 4 de dezembro de 2021  | 23:25   |
| No penúltimo episódio, a prova é inspirada na série "Família sem Filtro" que o Porta dos Fundos criou durante a pandemia. Para a prova, os participantes precisam criar um roteiro e gravar um vídeo apresentando quatro personagens a serem criados através de filtros disponíveis em celulares, além de auxiliar na edição final do vídeo. O jurado convidado Rafael Portugal auxilia os participantes durante as gravações. Rafael Pimenta, que obteve a vantagem na semana anterior, tem o direito de escolher o tema do vídeo de cada um dos participantes e também escolher um filtro que apenas ele poderia utilizar. Ao serem concluídos, os vídeos são assistidos pelos jurados na presença dos candidatos, que após isso se reuniram para escolher o eliminado. Jurado convidado: Rafael Portugal Concedeu a vantagem:Fat Family Recebeu a vantagem: Julia Guerra Eliminado: Rafael Pimenta |                                                                |                        |         |
| 8 | "Conheçam o Futuro Ex-Porta dos Fundos"                        | 11 de dezembro de 2021 | 26:44   |
| O último episódio começa com os jurados analisando a trajetória das três finalistas ao longo do programa. Após essa análise, eles as chamam para uma espécie de entrevista de emprego, buscando conhecer as pretensões de cada uma das candidatas. A última prova do programa consiste em um esquete com temática bíblica, dirigida por Ian SBF, diretor do Porta dos Fundos, no qual as finalistas contracenam com o elenco do programa. Com a vantagem obtida na semana anterior, Julia Guerra tem o direito de escolher os roteiros que cada uma irá seguir. Nos três esquetes gravados, os participantes eliminados do programa atuam como figurantes. Após assistirem aos três vídeos, os cinco fundadores do Porta dos Fundos elegem Macla como a nova integrante do Porta dos Fundos. Jurado convidado: Ian SBF Vencedora: Macla Tenório |                                                                |                        |         |

## Divulgação
Em meados de setembro de 2019, a imprensa nacional anunciou a parceria estabelecida entre a Viacom International Studios, sócia majoritária do Porta dos Fundos, e o YouTube para a realização do programa, que inicialmente se chamaria "O Novo Futuro Ex-Ator do Porta". Em março do ano seguinte, o reality já era promovido com o título de "Futuro Ex-Porta" e ganhou um esquete promocional homônimo, interpretado por Rafael Portugal, Nathalia Cruz e Jorge Hissa, anunciando oficialmente a abertura das inscrições.
No dia 21 de outubro de 2021, o Porta dos Fundos disponibilizou em seu canal no YouTube um trailer oficial do reality, apresentando os participantes em cenas já gravadas para o programa.
A divulgação do programa também contou com a participação do humorista Whindersson Nunes. Um dia após a exibição do primeiro episódio do programa, ele publicou em seu canal no YouTube um esquete em parceria com o Porta dos Fundos intitulado "Porta do Whindersson", como uma espécie de retribuição ao episódio "Whindersson", gravado pelo Porta dos Fundos em 2019 com o objetivo de promover o reality show "Whindersson: Próxima Parada", também produzido em parceria com o YouTube Originals. Em menos de um mês, o vídeo publicado pelo humorista piauiense gerou cerca de 9 milhões de visualizações e 1 milhão de interações.
Antes mesmo da exibição de seu último episódio, o título já havia superado o desempenho de outras séries de sucesso do grupo, como "Refém" e "Viral".